# 愛的故事 (泰勒絲歌曲)
〈爱情故事〉（英語："Love Story"）是美國創作歌手泰勒·斯威夫特的歌曲，收錄在她的第二張錄音室專輯《放手去爱》，於2008年9月15日由大機器唱片作首發單曲釋出。斯威夫特歌曲創作靈感來自一個不被家人和朋友待見的男孩，同時以威廉·莎士比亞的悲劇《羅密歐與茱麗葉》為藍本。歌詞講述一段備受折磨的戀情以求婚告終，與莎士比亞的悲劇結局截然相反。這是首由斯威夫特和内森·查普曼製作的中速鄉村流行歌曲，在橋段後轉調，並加入班卓琴、小提琴、曼陀林、吉他等原聲樂器。
評論界在歌曲發行時稱讚製作，但覺得文學參照並不奏效，而隨著時間推移，樂評認為其是斯威夫特最棒的單曲。〈愛的故事〉在澳洲奪冠，並獲澳洲唱片業協會認證為十白金唱片，同時在加拿大、愛爾蘭、日本、紐西蘭、蘇格蘭和英國取得前五。單曲在美國Billboard Hot 100最高爬到第四名，並是登頂Mainstream Top 40的第一首鄉村歌曲，同時獲美國唱片業協會認證為八白金唱片。〈愛的故事〉在美國賣出超過600萬張，並在全球賣出超過1800萬張。
崔·範喬伊負責執導歌曲的音樂錄影帶，斯威夫特和贾斯汀·加斯顿主演前時期的情侶，主要取材自文藝復興和攝政時代等歷史時期，最後影片抱回2009年鄉村音樂協會獎和鄉村音樂電視大獎的年度影片。〈愛的故事〉成為斯威夫特現場演唱會的常規歌曲，並從無懼的愛巡迴演唱會（2008至2009年）至舉世盛名體育場巡迴演唱會（2018年）所有的領銜巡演都有將其納入曲目列表。随着2019年她已發行唱片的擁有權陷入爭議，她重新錄製了這首歌，並於2021年2月以〈愛的故事 (泰勒絲全新版)〉發行。重錄的歌曲位列Hot Country Songs榜首，讓斯威夫特成為繼桃莉·巴頓之後第二位無論歌曲的原版還是重錄版都拿下冠軍的歌手。

## 背景與創作

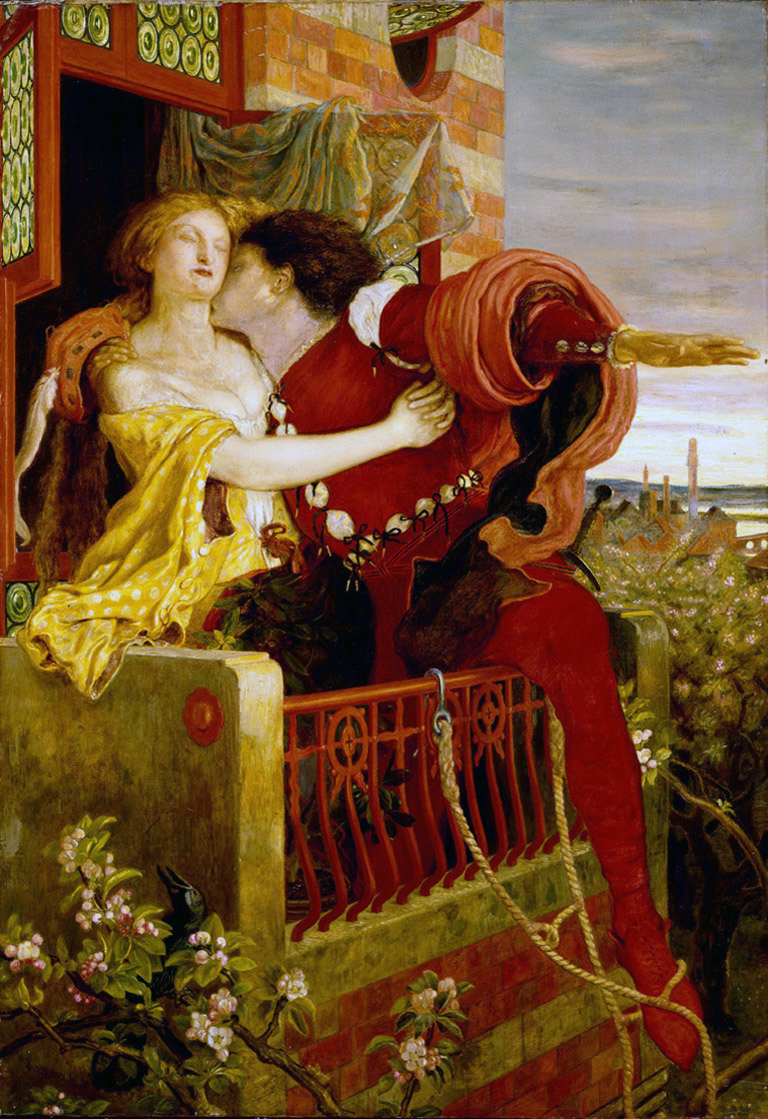
斯威夫特的〈愛的故事〉參考莎士比亞的《羅密歐與茱麗葉》，而歌曲的前幾句有引用陽台一幕（圖）

美國創作歌手泰勒·斯威夫特於2004年從賓夕法尼亞州搬到田納西州纳什维尔來追求成為鄉村樂藝人的夢想。2006年，年僅16歲的她發行了同名處女作，這張專輯逗留美國Billboard 200的週數超過所有在2000年代發行的專輯，其中第三支單曲〈我們的歌〉讓斯威夫特成為最年輕獨立唱作Hot Country Songs冠軍單曲的人。在成年男藝人主導的2000年代鄉村樂市場中，她的成功於年輕女藝人間脫穎而出。
在2007至2008年宣傳首張專輯的巡演時，斯威夫特就創作第二張錄音室專輯《放手去爱》的歌曲，且在製作後期時開展了〈愛的故事〉。斯威夫特於2009年4月在《時代》回答歌迷的問題時，表示這首歌啟發自她從未正式約過會的男孩，也是自己寫過最浪漫的作品，並回憶起把他介紹給家人和朋友時所收穫的反應：「（他們）都說不喜歡他。（竟然是）全部人！」這讓斯威夫特聯想到威廉·莎士比亞16世紀的話劇《羅密歐與茱麗葉》，她稱這個故事是「唯一希望他倆在一起的人就是他們自己」。斯威夫特回顧這件事時認為「這雖然困難重重，但（起碼）真實，（而且）很重要」，並圍繞這句話創作了第二段副歌，接著是整首歌。
儘管靈感來自《羅密歐與茱麗葉》，斯威夫特認為如果兩個角色最後不是死亡那麼悲慘的話，可能是「有史以來最好的愛情故事」。因此，她用求婚來結束敘述〈愛的故事〉，並認為這是角色贏得的幸福結局。斯威夫特在臥室地板花了約20分鐘創作這首曲子，覺得文思泉湧到不完成就不罷休。斯威夫特表示歌曲代表了她正面的愛情觀，這來自小時候對童話故事的迷戀。斯威夫特釋出第七張錄音室專輯《情人》（2019年）時稱這大約才是她第一次感受到「非常真實的愛情」，並回顧〈愛的故事〉是「我在電影中看到的東西，就像莎士比亞，（又或者）像我讀過的東西混合我生活中發生類似愛慕的事情一樣」。

## 製作與發行
斯威夫特寫完〈愛的故事〉後，在第二天花15分鐘錄了個粗糙的樣本。2008年3月，她在纳什维尔的黑鳥工作室（Blackbird Studios）與製作人内森·查普曼共同錄製專輯版。查普曼就斯威夫特的歌聲嘗試了不同的麥克風，直到用了製作她首張專輯時由鄉村樂歌手瑞伊·肯尼迪製作的Avantone CV-12多模式管式麥克風才能讓她表達得清楚。透過Avantone CV-12測試人聲後，斯威夫特逐漸喜歡上它，並選擇用其錄製〈愛的故事〉和其他許多歌曲。她演唱歌曲時背後有現場樂隊演奏原聲吉他、電貝斯和鼓。查普曼演奏九把原聲吉他等其他樂器，加錄到曲目上，並錄製「Ah」的和聲。
音訊工程師查德·卡爾森（Chad Carlson）透過Pro Tools錄製歌曲，賈斯汀·尼班克（Justin Niebank）用調音台Solid State Logic 9080 K系列和Genelec 1032來混音，而德魯·博爾曼（Drew Bollman）和理查德·埃格勒（Richard Edgeler）負責協助整個混音過程。〈愛的故事〉和《無懼的愛》其他歌由漢克·威廉斯（Hank Williams）在纳什维尔的母帶混音工作室（MasterMix Studios）製作母帶。這首歌加入班卓琴和小提琴等鄉村樂器，於2008年9月15日由大機器唱片作《無懼的愛》的首發單曲在美國鄉村電台發行。查普曼為流行電台混音了另個版本的〈愛的故事〉，他在Apple Logic編輯尼班克的混音，並弱化班卓琴和小提琴等原聲樂器。流行電台版本有Apple Logic的Ultrabeat所生成的開場節拍，及Amplitube Stomp I/O創建的電吉他。《滾石》的基思·哈里斯（Keith Harris）稱電吉他「恰當好處的響徹雲霄」，甚至比鄉村電台版還要大聲。大機器搭檔聯眾唱片於2008年10月14日讓〈愛的故事〉在美國流行電台發行。

## 詞曲
〈愛的故事〉是首中速鄉村流行歌曲，以班卓琴、小提琴、曼陀林和吉他等原聲樂器作主要伴奏。《明星論壇報》的喬恩·布里姆（Jon Bream）稱這首單曲是「有著極簡氛圍的純粹流行樂」，既適合鄉村電台，也適合流行電台。《紐約時報》認為雖然有斑鳩琴和小提琴，但這首歌很「容易成為情緒搖滾樂」。斯威夫特的歌聲帶有輕微的鼻音。《告示牌》的克莉絲汀·何（Kristen He）表示混音和母帶的聲音響亮和「動態扁平……專門在調頻電台喇叭迸發出來」。
歌詞講述莎士比亞的《羅密歐與茱麗葉》中羅密歐與茱麗葉之間備受折磨的愛情。心理學家凱蒂·巴克萊（Katie Barclay）表示歌曲探討了在痛苦和快樂的背景下感受愛情。除了〈愛的故事〉最後一段副歌，其他都是從茱麗葉的視角出發。在正歌中，茱麗葉講述自己與羅密歐困難重重的愛情故事，而父親不贊成這段戀情。第一段正歌以茱麗葉的畫面開始：「We were both young when I first saw you / I close my eyes and the flashback starts, I'm standing there / On a balcony in summer air」（大意：我們初次相遇時都還年少輕狂/閉上眼睛後回憶湧現，我就站在那兒/就站在充滿夏日氛圍的陽台上），參考自莎士比亞戲劇第二幕第二場的陽台戲。隨著歌曲的進行，副歌的敘事略有變化，茱麗葉開始懇求愛人出現：「Romeo, take me somewhere we can be alone/ I'll be waiting/ All there's left to do is run」（大意：羅密歐，帶我遠走高飛到只有我倆的地方/我會不斷等待/我們只需逃離這一切）。
在第二段正歌，茱麗葉在花園再次遇見羅密歐，並得知他因自己父親的反對而必須離開小鎮。兩人的戀情遇到困難：「Cause you were Romeo, I was a scarlet letter」（大意：因為你是羅密歐，我就算被戴上紅字也要跟你在一起），這源自纳撒尼尔·霍桑的《紅字》（1850年）。媒體與電影學者段馨君表示霍桑的「紅字」意象代表女主人公海斯特·白蘭的罪惡和通姦，而斯威夫特用來象徵羅密歐和朱麗葉的禁忌愛情。茱麗葉懇求道「This love is difficult, but it's real」（大意：這份愛雖困難，但卻真實存在），斯威夫特表示這是歌曲中她最愛的歌詞。
橋段後隨著鼓聲加快、和弦及和聲，最後的副歌來了個轉調，升了個全音。最後的副歌以羅密歐的角度出發，講述他徵求到茱麗葉父親的同意後向她求婚：「I talked to your dad, go pick out a white dress」（大意：我成功說服你父親了，快選件婚紗）。莎士比亞筆下的羅密歐與茱麗葉未經父母同意偷偷結婚，最後雙雙自殺身亡，而〈愛的故事〉脫離了這個悲慘結局。段馨君分析說斯威夫特在以《羅密歐與茱麗葉》為靈感的故事中投射了自己的感受和幻想，最後呈現出能引起少女和年輕女性共鳴的歌曲。《告示牌》的記者黛博拉·埃文斯·普萊斯（Deborah Evans Price）同意，但評論道「一個人不需要是癡情的青少年」也可以享受兼參與當中的情感。

## 專業評價
〈愛的故事〉在《攪拌器》的2008年終榜位列第73名，在《村聲》的Pazz & Jop評論家調查則排名第48。許多樂評人在評價《放手去爱》時稱讚了歌曲的製作。《聖彼德斯堡時報》的肖恩·戴利（Sean Daly）、《攪拌器》的和AllMusic的史蒂芬·托馬斯·艾爾維恩都將曲目選作整張專輯的亮點。《告示牌》的黛博拉·埃文斯·普萊斯讚許製作「盤繞且夢幻」，並表示斯威夫特在鄉村樂市場的成功「只是增加動力（而已）」。《波士頓環球報》的詹姆斯·里德（James Reed）和《今日美國》的伊麗莎·加德納（Elysa Gardner）覺得〈愛的故事〉證明了斯威夫特年紀輕輕就具備詞曲創作的能力，而後者欣賞這首歌認真描繪青少年的感受，「而非（只）為集體渴望（重回）青春期的老藝人代言」。
部分評價比較褒貶不一，主要對文學引用提出異議。BBC的弗雷澤·麥卡爾平（Fraser McAlpine）給這首歌四顆星（滿分五顆），認為雖歌曲的前提和歌詞不像莎士比亞那般複雜，但稱讚製作並寫道「很高興看到著名的流行歌被用作直接講故事的形式」。音樂學家的詹姆斯·E·佩羅內（James E. Perone）評論「旋律優美的鈎印強大到足以克服可預見的歌詞」。《明星論壇報》的喬恩·布里姆雖然覺得這首單曲不如斯威夫特的首支鄉村樂單曲〈提姆·麥格羅〉（2006年），但稱讚作品朗朗上口。《偏鋒》的喬納森·基夫（Jonathan Keefe）喜見斯威夫特製造出「大量流行鈎印」的旋律創作，但認為參考《羅密歐與茱麗葉》和《紅字》是「毫無意義」和「讓人費解」，同時覺得歌詞整體缺乏創意，並不贊成斯威夫特在副歌中「截斷樂句」。
英文教授羅伯特·N·沃森（Robert N. Watson）回顧〈愛的故事〉時認為其證明斯威夫特是「21世紀最受歡迎的失戀歌創作人」，尤其歸功於莎士比亞的故事。評論界把〈愛的故事〉放在斯威夫特歌曲中較高的位置，包括《新音樂快遞》的漢娜·米爾雷亞（Hannah Mylrea）於2020年將其排在160首歌的第5名、《Paste》的簡·宋（Jane Song）於2020年將其排在158首歌的第13名，及《禿鷲》的內特·瓊斯（Nate Jones）於2021年將其排在179首歌的第9名。《獨立報》的羅伊辛·奧康納（Roisin O'Connor）在斯威夫特百首精選歌曲中把〈愛的故事〉位列第15名，表示歌曲展示了斯威夫特是「理解禁忌愛情的力量」的詞曲作家。《衛報》的亞歷克西斯·彼得里迪斯於2019年排名斯威夫特的44首單曲時把其放在亞軍位置，僅次於〈空格〉（2014年），並反思了當中的文學參考：「（如果）對莎士比亞和霍桑的參考看起來笨拙，它們（也是）以一種可信的青少年方式笨拙」。編輯羅伯·薛菲德在《滾石》2021年版本的斯威夫特全206首歌曲評價中，將〈愛的故事〉排在第85名，但隔年更新的全229首歌曲評價中，歌曲排名降至第100名。歌曲也出現在《鄉村之味》的百大鄉村歌曲（2016年）、《Time Out》的有史以來35首最佳鄉村歌曲（2022年）和《告示牌》的有史以來50大鄉村情歌（2022年）。

## 商業表現

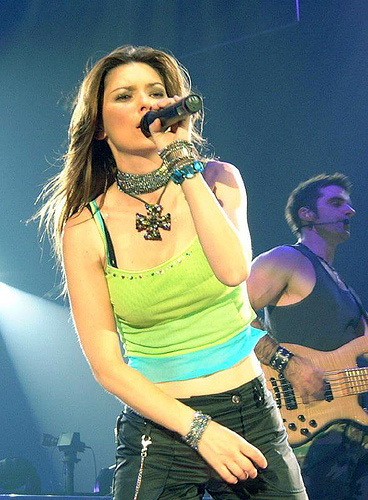
隨著在Mainstream Top 40拿下冠軍，〈愛的故事〉超越仙妮亞·唐恩（攝於2004年）的〈依舊非你莫屬〉（1998年），成為鄉村樂跨界美國流行電台後拿到最高位置的歌曲

〈愛的故事〉於2008年9月27日空降美國Billboard Hot 100第16名和Hot Country Songs第25名。隔週，歌曲爬上Hot 100第5名。單曲於2009年1月17日在Hot 100達到最高位置第4名，並最終在榜單呆了49週。歌曲在Hot Country Songs連續兩週取得冠軍。〈愛的故事〉於2009年2月28日在紀錄美國流行電台的Mainstream Top 40登上榜首。正因如此，歌曲是第一首登頂鄉村電台榜和流行電台榜的歌曲，並超越仙妮亞·唐恩〈依舊非你莫屬〉（1998年）的季軍，成為鄉村樂跨界流行電台後拿到最高位置的歌曲。
在其他《告示牌》電台播放榜，〈愛的故事〉分別在Adult Contemporary和Adult Pop Songs分別拿下第一和第三。這首單曲與〈淚灑吉他〉（2007年）讓斯威夫特是2000年代首位有兩支歌在Hot Country Songs、Mainstream Top 40、Adult Pop Songs和Adult Contemporary拿下前十的藝人。歌曲在2009年Radio Songs年終榜奪冠。2009年2月，其以下載量賣出300萬份，成為有史以來最暢銷的鄉村單曲。〈愛的故事〉於2015年獲美國唱片業協會認證為八白金唱片，並截止到2022年10月在美國賣出620萬份，成為斯威夫特在該國最高銷量的單曲。
〈愛的故事〉是斯威夫特第一首澳洲冠軍單曲，並獲認證為十白金唱片。歌曲在日本（第3名）、英國（第2名）、愛爾蘭（第3名）、紐西蘭（第3名）、加拿大（第4名）和蘇格蘭（第5名）等單曲榜拿下前五。在歐洲內陸，單曲於European Hot 100 Singles排第10、於捷克排第4、於匈牙利排第6、於挪威排第7，及於瑞典排第10。〈愛的故事〉在英國和加拿大獲雙白金唱片、在紐西蘭獲白金唱片，並在丹麥和日本獲金唱片。其賣出650萬份數位版，是2009年全球下載量第六多的單曲。2021年2月，〈愛的故事〉的全球銷售量估計為1800萬份。

## 音樂錄影帶

### 發展與拍攝

在舞廳場景的斯威夫特和贾斯汀·加斯顿。她受到不同歷史時期啟發，設想〈愛的故事〉是時代劇風格的影片

與斯威夫特合作過多個音樂錄影帶的崔·範喬伊負責執導〈愛的故事〉。斯威夫特啟發自中世紀、文藝復興和攝政時代等歷史時期，而製作了段「可能發生在1700年代、1800年代或2008年」這樣講述永恆的時代感影片。她找男主角花了六個月，並在熟人的推薦下選擇了《纳什维尔之星》系列比賽的時裝模特贾斯汀·加斯顿。加斯顿被比賽淘汰出局後，斯威夫特聯絡他拍攝影片。她覺得加斯顿是男主角的完美人選：「我很喜歡他在影片（的表現）。他甚至不用說話，只是望一眼，（你）就會留下好印象。」
影片於2008年8月在田納西州拍兩天。攝製組曾考慮去歐洲找適合影片背景的城堡，但最終選擇阿靈頓的格溫城堡，其建於1973年，是每年田納西州文藝復興節的舉辦地點。影片的服裝由提花織物（Jacquard Fabrics）提供，但斯威夫特在陽台場景的裙子是桑迪·什皮卡（Sandi Spika）在斯威夫特的啟發和建議下設計。第一天拍了陽台和野外的戲份。第二天，舞廳的場景有20位來自萊巴嫩坎伯兰大学的舞者參與，而斯威夫特在拍攝前15分鐘才學會編舞。她也邀請了一些其他州的大學生粉絲飛往納什維爾，與其一起拍攝影片。〈愛的故事〉於2008年9月12日在CMT首播，而幕後花絮於11月12日在偉大美國國家播映。

### 概要與評論
視頻開始時，穿著黑色毛衣和牛仔褲的斯威夫特走在大學校園，看到樹底下讀書的加斯顿。當他們對到眼後，影片過渡到較早的時代，可以看見身穿束腹和禮服的斯威夫特站在陽台。之後視頻切換到舞廳，斯威夫特和加斯顿在翩翩起舞。加斯顿舞後跟斯威夫特耳語，接著看到她在晚上拿著提燈走進花園，並遇到加斯顿，兩人約會後分道揚鑣。隨後，斯威夫特又站在陽台，望向窗外，看到加斯顿穿過田野向她跑來，她立即跑下樓梯去見他。當加斯顿走向斯威夫特時，影片又回到現代大學校園，他們凝視著對方，視頻到此結束。
《Spin》指出影片像是「HBO的預算（下拍攝）」，且有著「精心製作的偽中世紀佈景」，同時覺得影片故事並非影射《羅密歐與茱麗葉》，反而像《長髮姑娘》，尤其是當斯威夫特的角色在城堡上等待愛人的時候。《魅力》認為斯威夫特在影片的時尚強化了歌詞主題：「她扮演茱麗葉，（並與）羅密歐的演員（對戲時）真的穿著中世紀的宴會禮服」。斯威夫特於2010年接受《告示牌》時回顧影片中以童話為靈感的婚禮場景：「我實在不是會夢想自己結婚日的女孩。這太理想主義，（又像）快樂結局」。

## 榮譽
〈愛的故事〉在2009年鄉村獎和2010年流行獎都拿下年度歌曲，上述獎項由廣播音樂公司（BMI）舉辦，來表彰每年美國電台和電視上播放最多的歌曲。這也是繼2008年的〈淚灑吉他〉後，斯威夫特連續兩年贏得BMI鄉村獎年度歌曲。當時20歲的她更是BMI流行獎年度歌曲贏家中最年輕的詞曲作家。單曲在澳洲APRA獎入圍年度國際作品。
歌曲入圍（最受歡迎鄉村歌曲，最後輸給的〈你的姓〉）、澳大利亚尼克频道儿童选择奖（最受歡迎歌曲，最後輸給黑眼豆豆的〈Boom Boom Pow〉）和（音樂票選獎：情歌，最後輸給大衛·阿丘利塔的〈意亂情迷〉）。音樂錄影帶獲得第45屆美國鄉村音樂學院獎年度影片的提名，但輸給的〈等待一個女人〉（2008年）。影片贏得第8屆鄉村音樂電視大獎年度影片和年度女性影片、鄉村音樂協會獎年度音樂錄影帶，及菲律賓Myx音樂獎最受歡迎國際影片。

## 現場演出與其他使用

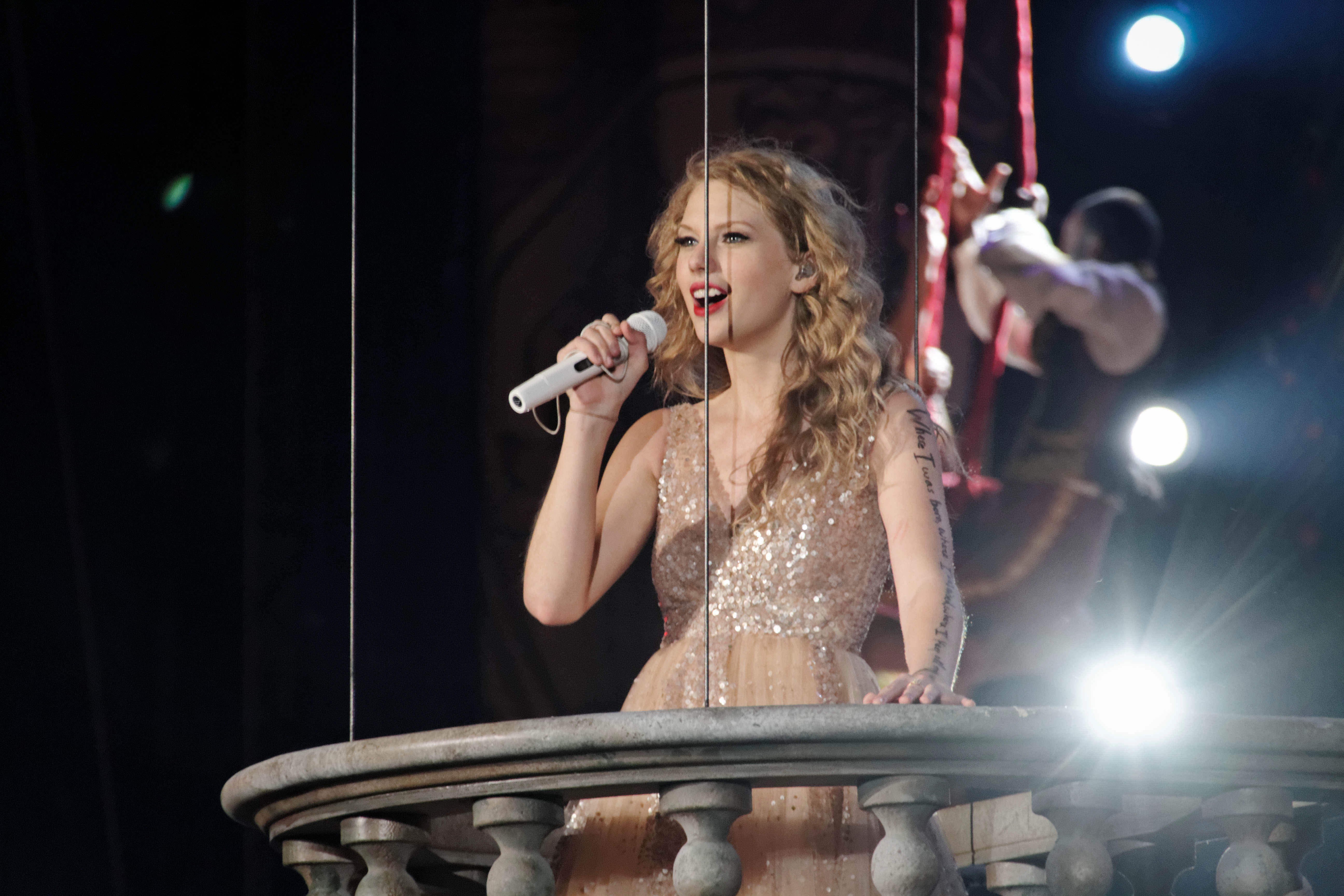
斯威夫特在2011年愛的告白世界巡迴演唱會的空中陽台演唱〈愛的故事〉

在2008至2009年宣傳《放手去爱》時，斯威夫特在《早安美國》、《今天》、《与星共舞》、和《週六夜現場》等電視節目演唱〈愛的故事〉。她在第42屆鄉村音樂協會獎重演了〈愛的故事〉的音樂錄影帶，在宴會廳為背景的舞台上表演這首歌，加斯顿也出場扮演愛人。斯威夫特與英國的威豹乐队於2008年10月在《CMT十字路口》一集中表演了〈愛的故事〉和兩位藝人的其他作品，這場演出於2009年錄製成DVD並將其釋出。斯威夫特在英國慈善節目《童享》演唱〈愛的故事〉，她之後也捐贈了13,000英鎊。
〈愛的故事〉出現在許多斯威夫特2009年領銜的會演，包括休斯頓牛仔牲畜展和競技節、佛州草莓節、聲音救濟、美國鄉村音樂節和克雷文鄉村狂歡活動。她將這首歌列進其首個領銜世界巡演無懼的愛巡迴演唱會（2009至2010年），整場演出以身穿維多利亞服飾的伴舞跳著帕海貝爾的卡農開始，一座城堡投射在舞台的背景幕上。斯威夫特從下方緩緩上升至較高層的舞台，穿著18世紀風格且有金色點綴的緋紅色禮服，並在最後的副歌時躲在伴舞後面，換上白色婚紗和鑲有寶石的頭帶。這場〈愛的故事〉的現場演出被錄製下來，並於2011年以《無懼的愛之旅》DVD發行。

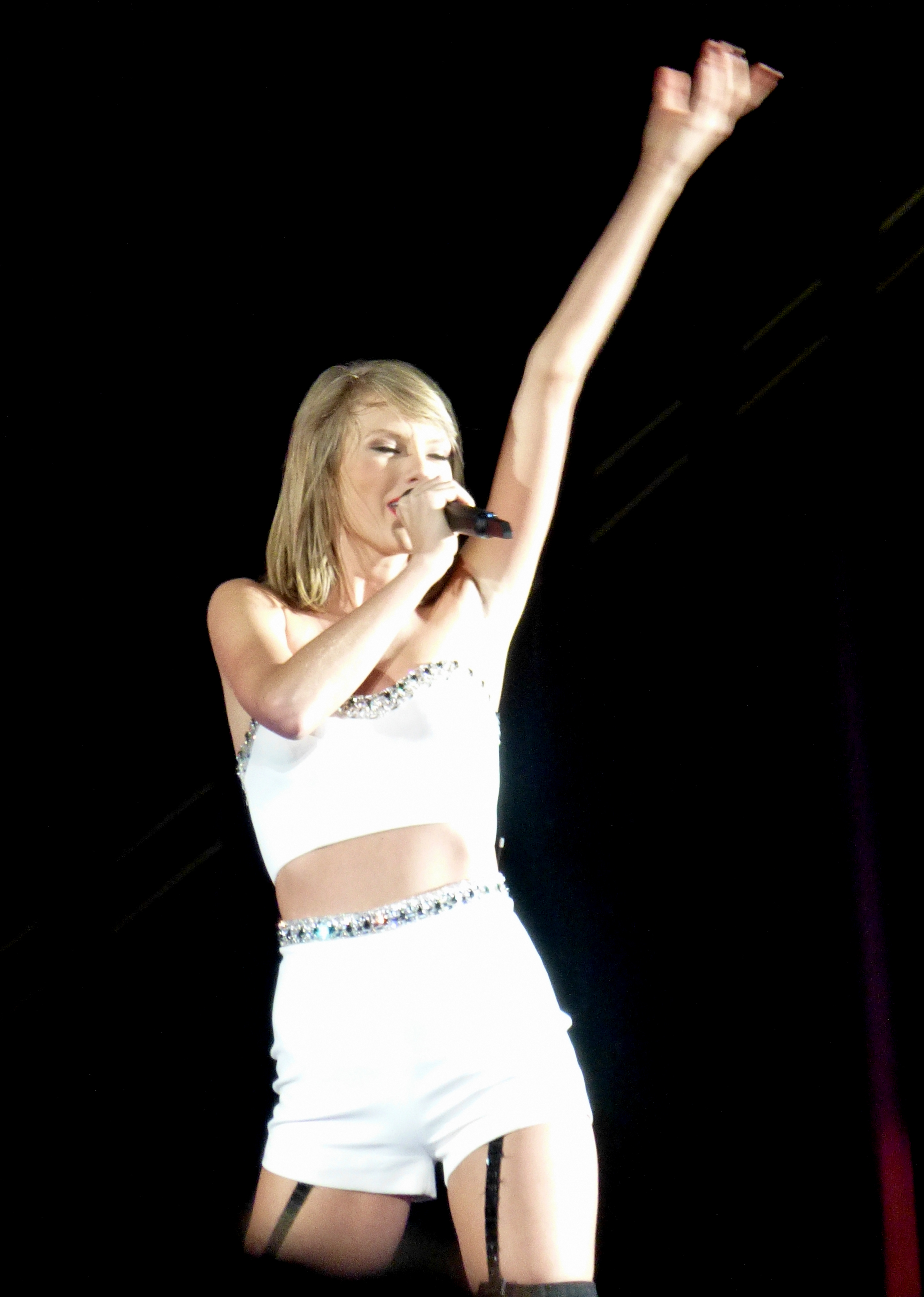
斯威夫特在2015年的1989世界巡迴演唱會演唱合成器流行版〈愛的故事〉

〈愛的故事〉是斯威夫特第二個領銜巡演愛的告白世界巡迴演唱會（2011至2012年）的倒數第二首歌曲，她在演出時身穿白色太陽裙，在空中陽台漫遊整個舞台，五彩碎紙大量落下，煙火響徹舞台。斯威夫特於2012年10月在BBC廣播一台青少年獎表演了這首歌，出場時穿白裙的她，之後換上黑色熱褲和黑色薄紗上衣。同月晚些時候，斯威夫特在加州哈維穆德學院錄製VH1說書人時唱了這首歌。2013年1月25日，斯威夫特在西班牙的40強獎演出原聲版〈愛的故事〉。她在第三個領銜巡演紅色巡迴演唱會（2013至2014年）再次納入歌曲，並在演唱時穿上白裙。
斯威夫特在第1屆iHeartRadio音樂獎表演舞台摇滚版〈愛的故事〉。她在第四個領銜巡演1989世界巡迴演唱會（2015年）將這首曲目重新編排成合成器流行情歌，演唱時站在升降台，並在場地快速移動。《Paste》的簡·宋認為這個改編證明了「這首歌會持續成為（斯威夫特的）名片」。斯威夫特再次把〈愛的故事〉納進第五個巡演舉世盛名體育場巡迴演唱會（2018年），她表演這首歌時混合了單曲〈型〉和〈与我同在〉。
2019年4月23日，斯威夫特在林肯表演藝術中心舉辦的《時代》百大人物晚會用鋼琴表演歌曲，她也被評為年度「最具影響力人物」。9月9日，她在巴黎情人城市一次性演唱會表演這首歌。斯威夫特在第47屆全美音乐奖被授予「十年成就歌手」，並演唱〈愛的故事〉、〈男人〉、〈我知道你是大麻煩〉、〈空白〉和〈通通甩掉〉的集結曲。2022年7月21日，斯威夫特於海慕樂團在倫敦的再多一次海慕巡迴演唱會現身，並表演歌曲和〈汽油〉的混搭曲。
〈愛的故事〉遭到惡搞並改編成流行文化事件。斯威夫特與提潘共同錄製惡搞作品〈惡棍故事〉（"Thug Story"），以〈愛的故事〉為名，卻在當中用自動調諧來說唱和演唱，而這首歌作為典禮的冷开场播映。2020年8月，美國DJ迪斯可界線（Disco Lines）重混的非正式浩室版〈愛的故事〉在影片分享平台抖音爆紅，並於2020年10月在波蘭的電台榜位列第37名。

## 參與名單
人員來自《無懼的愛》的內頁說明：
- 泰勒·斯威夫特 – 聲樂、詞曲創作、製作
- 內森·查普曼 – 製作
- 德魯·博爾曼 – 協助混音
- 查德·卡爾森 – 錄製
- 理察·埃格勒 – 協助錄製、協助混音
- 賈斯汀·尼班克 – 混音
- 蒂姆·范德庫（Tim Van der Kull） – 額外吉他聲
- 傑里米·「吉姆·鮑勃」·惠特利（Jeremy "Jim Bob" Wheatley） – 額外錄製、額外混音

## 榜單成績
| 排行榜（2008至2009年）                    | 最高 排名 |
| ----------------------------------------- | --------- |
| 澳大利亚（澳大利亚唱片业协会單曲榜）      | 1         |
| 奥地利（Ö3四十强单曲榜）                  | 30        |
| 比利时佛兰德（Ultratip榜外單曲榜）        | 4         |
| 比利时瓦隆（Ultratop五十强单曲榜）        | 39        |
| 加拿大（Canadian Hot 100）                | 4         |
| 加拿大（《告示牌》Canada AC）             | 1         |
| 加拿大（《告示牌》Canada CHR）            | 4         |
| 加拿大（《告示牌》Canada Country）        | 1         |
| 加拿大（《告示牌》Canada Hot AC）         | 3         |
| 独联体（Tophit独联体电台榜）              | 180       |
| 捷克（官方電台百強單曲榜）                | 4         |
| 丹麥（Hitlisten单曲榜）                   | 16        |
| European Hot 100 Singles（《告示牌》）    | 10        |
| 歐洲（《告示牌》Euro Digital Song Sales） | 5         |
| 芬蘭（芬兰官方下载榜）                    | 17        |
| 法国（法國唱片出版業公會單曲榜）          | 14        |
| 德国（德國官方單曲榜）                    | 22        |
| 匈牙利（四十強單曲榜）                    | 6         |
| 愛爾蘭（愛爾蘭唱片音樂協會单曲榜）        | 3         |
| 日本（Japan Hot 100）                     | 3         |
| Mexico Ingles Airplay（《告示牌》）       | 6         |
| 荷兰（百强单曲榜）                        | 13        |
| 新西兰（新西兰唱片音乐协会单曲榜）        | 3         |
| 挪威（世道單曲榜）                        | 7         |
| 蘇格蘭（官方榜单公司單曲榜）              | 5         |
| 西班牙（西班牙音樂製作協會）              | 47        |
| 瑞典（瑞典最熱榜）                        | 10        |
| 瑞士（瑞士热门音乐榜）                    | 50        |
| 台灣（KKBOX風雲榜西洋單曲週榜）           | 1         |
| 英國（官方榜單公司單曲榜）                | 2         |
| 美国（《告示牌》百大單曲榜）              | 4         |
| 美國（《告示牌》成人當代單曲榜）          | 1         |
| 美國（《告示牌》Adult Pop Airplay）       | 3         |
| 美國（《告示牌》热门乡村歌曲榜）          | 1         |
| 美國（《告示牌》Latin Pop Airplay）       | 35        |
| 美國（《告示牌》Pop Airplay）             | 1         |
| 美國Pop 100（《告示牌》）                 | 3         |

| 排行榜（2008年）                    | 排名 |
| ----------------------------------- | ---- |
| 美國（Billboard Hot 100）           | 81   |
| 美國（《告示牌》Hot Country Songs） | 55   |

| 排行榜（2009年）                       | 排名 |
| -------------------------------------- | ---- |
| 澳洲（澳洲唱片業協會）                 | 3    |
| 加拿大（Canadian Hot 100）             | 8    |
| European Hot 100 Singles（《告示牌》） | 94   |
| 法國（法國唱片出版業公會）             | 94   |
| 日本（Japan Hot 100）                  | 54   |
| 紐西蘭（新西兰唱片音乐协会）           | 13   |
| 瑞典（瑞典最熱榜）                     | 47   |
| 英國（官方榜單公司單曲榜）             | 29   |
| 美國（Billboard Hot 100）              | 5    |
| 美國（《告示牌》Adult Contemporary）   | 2    |
| 美國（《告示牌》Adult Top 40）         | 11   |
| 美國（《告示牌》Mainstream Top 40）    | 8    |

| 排行榜（2000至2009年）    | 排名 |
| ------------------------- | ---- |
| 澳洲（澳洲唱片業協會）    | 10   |
| 美國（Billboard Hot 100） | 73   |

| 排行榜（1958至2018年）    | 排名 |
| ------------------------- | ---- |
| 美國（Billboard Hot 100） | 543  |

## 銷量認證
| 地區                                     | 认证     | 认证单位/销量 |
| ---------------------------------------- | -------- | ------------- |
| 澳大利亚（澳大利亚唱片业协会）           | 10× 白金 | 700,000‡      |
| 加拿大（加拿大音乐协会）                 | 2× 白金  | 160,000*      |
| 丹麦（國際唱片業協會丹麥分會）           | 白金     | 90,000‡       |
| 日本（日本唱片協會）                     | 金       | 100,000*      |
| 新西兰（新西兰唱片音乐协会）             | 白金     | 15,000*       |
| 英国（英国唱片业协会）                   | 2× 白金  | 1,200,000‡    |
| 美国（美國唱片業協會）                   | 8× 白金  | 8,000,000‡    |
| 美国（美國唱片業協會） 電話鈴聲          | 白金     | 1,000,000**   |
| *僅含認證的實際銷量 ‡僅含認證的+實際銷量 |          |               |

## 發行歷史
| 國家或地區 | 發行日期       | 形式         | 版本             | 廠牌          | 參考            |
| ---------- | -------------- | ------------ | ---------------- | ------------- | --------------- |
| 美國       | 2008年9月15日  | 鄉村電台     | 原版             | 大機器        | [ 19 ]          |
| 美國       | 2008年10月14日 | 當代流行電台 | 原版             | 大機器 聯眾   | [ 21 ]          |
| 多國       | 2009年1月6日   | 數位下載     | 流行混音版       | 大機器        | [ 183 ]         |
| 多國       | 2009年2月6日   | 數位下載     | 純享版           | 大機器        | [ 184 ]         |
| 多國       | 2009年2月27日  | 數位下載     | 數位狗電台混音版 | 大機器        | [ 185 ]         |
| 英國       | 2009年3月2日   | 數位下載     | 原版             | 水星 环球音乐 | [ 186 ] [ 187 ] |
| 德國       | 2009年4月24日  | CD單曲       | 原版             | 环球音乐      | [ 188 ]         |

## 愛的故事 (泰勒絲全新版)
與聯眾唱片簽訂新合約後，斯威夫特於2020年11月著手重新錄製自己的前六張錄音室專輯，包括《放手去爱》，事源2019年她與人才經理人產生公開糾紛，布萊恩收購了大機器唱片，交易中包括了她在大機器發行唱片的母帶。斯威夫特以重新錄製過去作品，她拿下母帶的所有權，因此能取得自己歌曲的版權許可之餘，更能讓大機器存有的母帶貶值。
斯威夫特重新錄製〈愛的故事〉後命名為〈愛的故事 (泰勒絲全新版)〉。2020年12月，演員萊恩·雷諾斯代言的Match.com廣告中有出現重錄版的一小段。〈愛的故事 (泰勒絲全新版)〉是她發行的首個重錄曲目，於2021年2月12日提供下載和串流，早過4月釋出的重錄專輯《放手去爱 (重制版)》。瑞典製作人艾維拉（Elvira）重混的電子舞曲版〈愛的故事 (泰勒絲全新版)〉於2021年3月26日發行。

### 製作
〈愛的故事 (泰勒絲全新版)〉由斯威夫特和納什維爾製作人克里斯托弗·羅製作。歌曲由大衛·佩恩（David Payne）在黑鳥工作室錄製，而額外的錄製由羅在納什維爾的一流錄音（Prime Recording）和13工作室（Studio 13）進行。山姆·霍蘭德（Sam Holland）在洛杉磯的康威錄音室錄製斯威夫特的歌聲。塞爾邦·加納在弗吉尼亚州的混音之星工作室（MixStar Studios）混音重製版，蘭迪·麥瑞爾則在新泽西州厄齊沃特的史特靈之聲（Sterling Sound）進行母帶後製。斯威夫特還邀請了參與2008年版的音樂人來一起重新錄製，包括小提琴手喬納森·尤德金、低音結他手阿莫斯·海勒（Amos Heller）與和聲歌手凱特琳·埃文森（Caitlin Evanson），他們都是她巡演樂隊的成員，曾多次演奏〈愛的故事〉。
評論界認為〈愛的故事 (泰勒絲全新版)〉的製作忠實於2008年版，並注意到斯威夫特的音色有些變化，除了更飽滿，也沒了鄉村樂時的鼻音。《大西洋》的雪莉·李（Shirley Li）覺得斯威夫特的聲音「更加豐富」，音調控制得當，並斷音準確。斯威夫特表示重新錄製〈愛的故事〉讓她意識到自己作為歌手的進步，以及她在舊唱片的「聲音是如此年輕」。
重錄版的伴奏更猛烈且更明顯，斑鳩琴、銅鈸和小提琴的聲音更清晰，鼓聲更強勁，低音更清楚，電吉他沒那麼強烈，並降低了混音的和聲。《告示牌》的克莉絲汀·何觀察到2008年版的樂器融合成「聲牆」，而〈愛的故事 (泰勒絲全新版)〉的製作則突出單個樂器。

### 反響
樂評人稱讚〈愛的故事 (泰勒絲全新版)〉忠實於原版之餘，製作被改進的更精緻，斯威夫特的聲線也更成熟。部分人支持重錄版，原因是斯威夫特能掌控自己的音樂。《滾石》的西蒙·沃茲克-萊文森（Simon Vozick-Levinson）和《洛杉磯時報》的邁克爾·伍德（Mikael Wood）稱這首重錄提升了有關青少年情感的「經典」歌曲。BBC的馬克·薩維奇（Mark Savage）認為斯威夫特的嗓音成功保留了年少時的感覺，但《大西洋》的雪莉·李和《新音樂快遞》的漢娜·米爾雷亞表示歌聲更強大讓懷舊感湧現，所以失去了2008年版的真摯。羅伯特·克里斯特高覺得「斯威夫特的聲音保留了很多新鮮感」，但質疑重製過去歌曲的價值，稱自己「無法想像我會花錢重錄」。
〈愛的故事 (泰勒絲全新版)〉空降美國Hot Country Songs冠軍，讓斯威夫特獲得第八首榜首單曲和第一首空降冠軍歌曲。她也以這一成就成為首位在2000年代、2010年代和2020年代領銜榜單的藝人，更是繼桃莉·巴頓的〈我将永远爱你〉後第二位把原版和重製版都送上榜首的藝人。〈愛的故事 (泰勒絲全新版)〉在《告示牌》的Digital Song Sales（斯威夫特打破紀錄至22首冠軍）、Country Digital Song Sales（打破紀錄至15首冠軍）和Country Streaming Songs取得榜首。歌曲空降Billboard Hot 100第11名，並也是最高位置，更是她打破紀錄至129次入駐榜單。重製版在Billboard Global 200取得第7名。歌曲還在馬來西亞（榜首）、加拿大、愛爾蘭、和新加坡拿下前十名，並在紐西蘭（第18名）和英國（第12名）取得前20名，同時獲後者認證為銀唱片。
2021年10月，《告示牌》報導美國的電台沒有積極播放〈愛的故事 (泰勒絲全新版)〉，除了他們認為重製版跟原版難以辨認，聯眾唱片的不作為也是原因。重錄版在第56屆鄉村音樂電視大獎拿下首屆的年度流行回歸歌曲，創建此獎項是為了表彰「不僅經得起時間考驗，還在最近獲得新人氣的偶像級明星和他們的熱門歌曲」。

### 參與名單
專輯版
- 泰勒·斯威夫特 – 主唱、詞曲創作、製作
- 克里斯托弗·羅（英语：Chris Rowe） – 製作、錄製
- 大衛·佩恩 – 錄製
- 約翰·漢斯（John Hanes） – 音訊工程
- 蘭迪·麥瑞爾 – 母帶後製
- 塞爾邦·加納（英语：Serban Ghenea） – 混音
- 山姆·霍蘭德 – 聲音處理
- 肖恩·巴杜姆（Sean Badum） – 協助錄製
- 邁克·梅多斯（Mike Meadows） – 和聲、原聲吉他、斑鳩琴、曼陀林
- 保羅·西多蒂（Paul Sidoti） – 和聲、電吉他
- 凱特琳·埃文森 – 和聲
- 阿莫斯·海勒 – 貝斯
- 馬特·比林斯利（Matt Billingslea） – 鼓
- 馬克斯·伯恩斯坦（Max Bernstein） – 電吉他
- 喬納森·尤德金（英语：Jonathan Yudkin） – 小提琴

艾維拉重混版
- 泰勒·斯威夫特 – 主唱、詞曲創作、和聲
- 艾維拉·安德菲耶德（Elvira Anderfjärd） – 製作、重混、和聲、貝斯、鼓、鍵盤、編程、錄製
- 克里斯托弗·羅 – 聲音製作
- 約翰·漢斯 – 音訊工程
- 蘭迪·麥瑞爾 – 母帶後製
- 塞爾邦·加納 – 混音
- 山姆·霍蘭德 – 聲音處理

### 榜單成績
| 排行榜（2021至2022年）                    | 最高 排名 |
| ----------------------------------------- | --------- |
| 澳大利亚（澳大利亚唱片业协会單曲榜）      | 21        |
| 比利时佛兰德（Ultratip榜外單曲榜）        | 24        |
| 加拿大（Canadian Hot 100）                | 7         |
| 加拿大AC（《告示牌》）                    | 27        |
| 歐洲（《告示牌》Euro Digital Song Sales） | 10        |
| 全球（Billboard Global 200）              | 7         |
| 愛爾蘭（愛爾蘭唱片音樂協會单曲榜）        | 7         |
| 拉脫維亞（歐洲熱門電台）                  | 2         |
| 馬來西亞（馬來西亞唱片業協會）            | 1         |
| 荷蘭（單曲指導榜）                        | 6         |
| 新西兰（新西兰唱片音乐协会单曲榜）        | 18        |
| 葡萄牙（葡萄牙唱片業協會单曲榜）          | 68        |
| 新加坡（新加坡唱片業協會）                | 3         |
| 瑞典（瑞典最熱榜）                        | 62        |
| 英國（官方榜单公司單曲榜）                | 12        |
| 美國（Billboard Hot 100）                 | 11        |
| 美國（《告示牌》Adult Contemporary）      | 25        |
| 美國（《告示牌》Adult Top 40）            | 39        |
| 美國（《告示牌》Country Airplay）         | 57        |
| 美國（《告示牌》Hot Country Songs）       | 1         |
| 美國（《滾石》百強單曲榜）                | 4         |

| 排行榜（2021年）                    | 排名 |
| ----------------------------------- | ---- |
| 美國（《告示牌》Hot Country Songs） | 80   |

### 銷量認證
| 地區                   | 认证 | 认证单位/销量 |
| ---------------------- | ---- | ------------- |
| 英国（英国唱片业协会） | 银   | 200,000‡      |
| ‡僅含認證的+實際銷量   |      |               |

### 發行歷史
| 國家或地區 | 日期          | 形式          | 版本         | 廠牌 | 參考    |
| ---------- | ------------- | ------------- | ------------ | ---- | ------- |
| 多國       | 2021年2月12日 | 數位下載 串流 | 原版         | 聯眾 | [ 229 ] |
| 多國       | 2021年3月26日 | 數位下載 串流 | 艾維拉重混版 | 聯眾 | [ 230 ] |

### 引用文獻
- Barclay, Katie. . Popular Music and Society. 2018, 41 (5): 539–555. S2CID 148714609. doi:10.1080/03007766.2017.1378526. hdl:2440/114169.
- Perone, James E. . The Praeger Singer-Songwriter Collection. ABC-Clio. 2017. ISBN 978-1440852947.
- Sloan, Nate; Harding, Charlie; Gottlieb, Iris. . . Oxford University Press. 2019: 21–35. ISBN 978-0190056681.
- Sloan, Nate. . Contemporary Music Review. 2021, 40 (1): 11–26. S2CID 237695045. doi:10.1080/07494467.2021.1945226.
- Spencer, Liv. . ECW Press. 2010. ISBN 978-1-55022-931-8.
- Tuan, Iris H. . . Springer Nature. 2020: 9–37. ISBN 978-981-15-7297-5.
- Watson, Robert N. . Renaissance Drama. 2015, 43 (1): 53–84. S2CID 194162688. doi:10.1086/680449.